# Lèssia Ukraïnka
Larissa Petrivna Kossatx-Kvitka, «Lèssia Ukraïnka», ucraïnès: Лари́са Петрі́вна Коса́ч-Кві́тка «Ле́ся Украї́нка» (13 (25) de febrer del 1871, Novohrad-Volinski, Ucraïna-19 de juliol (1 d'agost) del 1913, Surami, Geòrgia), va ser una de les escriptores més importants de la literatura ucraïnesa que va destacar en gèneres molt variats, des del narratiu, líric, dramàtic, fins a l'èpic i periodístic. De la mateixa manera, va participar en l'àmbit folklòric amb la gravació d'unes 220 melodies populars i en el moviment nacional ucraïnès. Hom la considera un símbol de la lluita i força de voluntat, ja que tot i estar greument malalta, va poder seguir creant les seves obres mestres i mai va abandonar ni l'esperança ni les ganes de viure.

## Biografia
Va néixer el 25 de febrer del 1871 a Novohrad-Volinski, Ucraïna. La seva mare, Olena Petrivna Drahomànova-Kossatx, coneguda sota el pseudònim artístic d'Olena Ptxilka, va escriure una infinitat de poesies i contes infantils en ucraïnès, cosa que li va portar molta fama com a escriptora. De la mateixa manera, va ser membre del moviment feminista i publicava un almanac titulat Primera Pancàrpia. El seu pare fou un terratinent amb una gran formació acadèmica, amant de la literatura i la pintura. La infància de Lèssia va transcórrer en la comunitat de Volínia: a les ciutats de Novohrad-Volinski (1871-primavera 1879), a Lutsk i al poble de Kolòdiajne (raion de Kòvel).
A casa de la família Kossatx, sovint es reunien escriptors, pintors i músics; s'organitzaven tertúlies i concerts "casolans". L'oncle de Lèssia (així l'anomenaven afectuosament els familiars, amb la qual cosa aquest nom es va convertir en el seu pseudònim artístic), Mikhailo Drahomànov, va ser una persona amb una gran sensibilitat literària (a més de ser un científic sublim), per tant, va tenir un paper molt important en la formació de la seva neboda, a la qual va ajudar en qualitat de crític literari i folklorista.
A causa d'una malaltia crònica (tuberculosi osteoarticular), Lèssia Ukraïnka no va poder assistir a classes a l'escola. Per tant, els seus pares van contractar uns professors particulars perquè instruïssin l'escriptora i el seu germà, ja que aquest també va decidir quedar-se amb la poeta pel gran amor que li professava. Posteriorment, durant un temps, Lèssia va estudiar a l'escola d'Oleksandr Muraixka a Kíiv. Tanmateix, després va haver de prosseguir els estudis a casa, on va rebre una gran ajuda per part de sa mare, que no sols l'ajudava en matèria acadèmica sinó també en el pla humà, educant-la com una persona forta i resistent al dolor sense dret a sucumbir al sofriment provocat per la malaltia. L'empremta d'aquesta «paidei» es pot trobar en cada obra del seu cicle poètic l'home solitari.
Era una noia molt dotada per als idiomes, ja que sabia moltes llengües europees, incloses les eslaves (polonès, rus, búlgar, etc.), així com grec antic i llatí, la qual cosa demostrava el seu alt quocient intel·lectual. El seu gran nivell de formació s'observa en el fet que escrigués amb tan sols 19 anys un llibre de text per a les seves germanes, titulat Història antiga dels eslaus orientals (publicat a Iekaterinoslav l'any 1918). Així mateix, Larissa dedicava gran part del seu temps a la tasca traductora (traduí diverses obres de Nikolai Gógol, Adam Mickiewicz, Heinrich Heine, Victor Hugo, Homer, etc.).
Obligada per la malaltia de l'escriptora, la família va viatjar amb fins curatius a Alemanya, l'Imperi austrohongarès, Itàlia, Egipte… Així mateix, les seves freqüents estades al Caucas i Crimea van deixar una gran empremta en la poètica de Lèssia Ukraïnka, tot enriquint les seves obres i ampliant les seves recerques artístiques. Durant els seus viatges a Galítsia i posteriorment a Bukovina (parts històriques de l'oest d'Ucraïna), va conèixer moltes persones destacades en la literatura nacional: Ivan Frankò, Mikhailo Pavlik, Olha Kobilianska, Vassil Stefànik, Òssip Makovei, Natàlia Kobrinska… També va passar molt de temps a casa del seu oncle Drahomànov, a Sofia, les visions sociopolítiques del qual van marcar les obres de l'escriptora. Lèssia Ukraïnka compartia un enorme vincle emocional amb Drahomànov. Per tant, quan aquest va morir d'una manera tràgica, l'esdeveniment va deixar una gran marca en molts poemes de l'autora.

## Obres

### Poesia

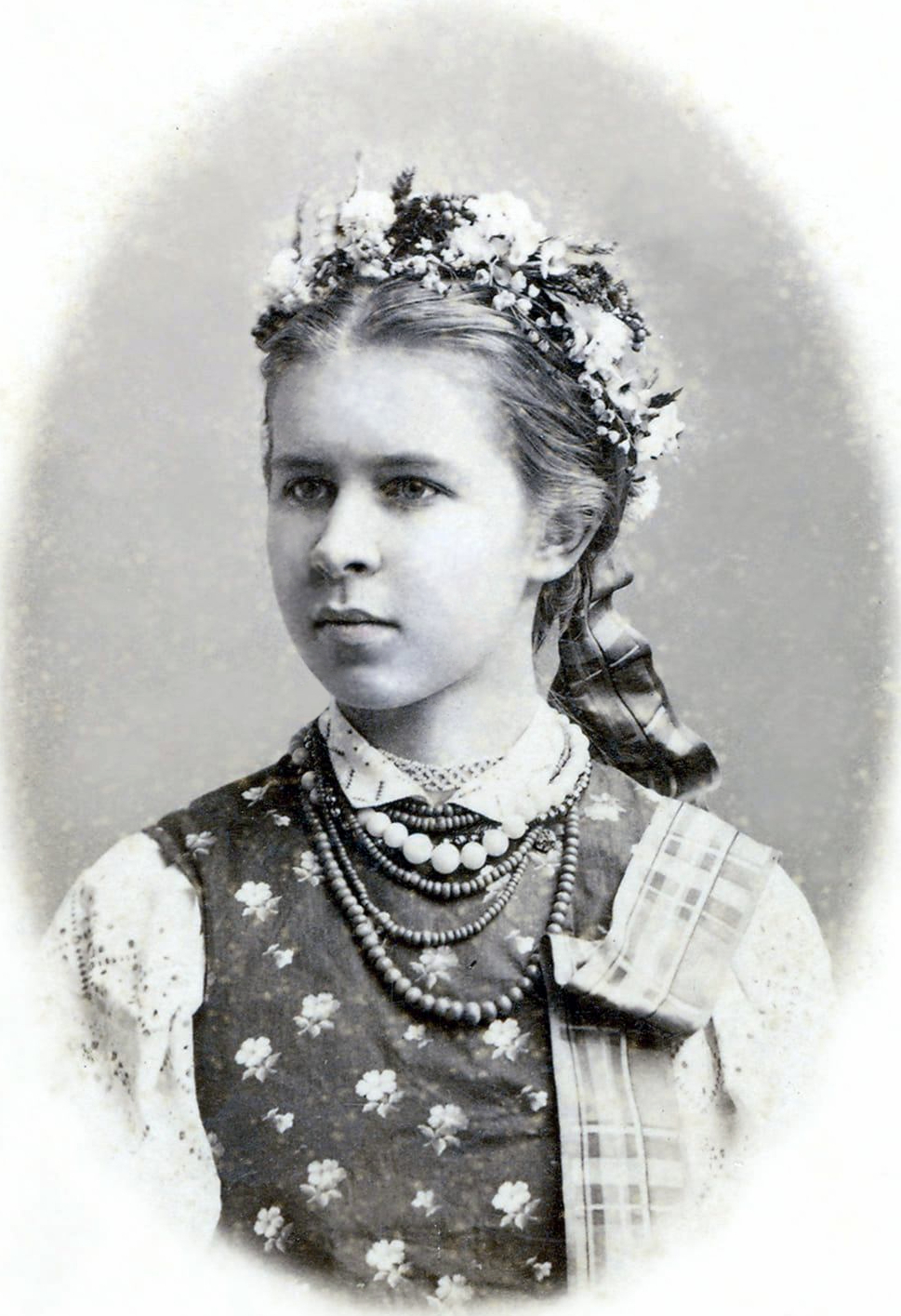
Lèssia Ukraïnka el 1887

Lèssia va començar a escriure a una edat molt primerenca, perquè ja amb nou anys compongué la seva primera poesia Esperança (Nadia) dedicada a la seva tieta Oleksandra Suixkova. Per primera vegada, va publicar les seves dues poesies Lliri de les valls (Konvalia) (1884) i Safo (Safo) (1884) a la revista Estrella (Zoria) a Lviv, on el 1885 també va sortir a llum el seu llibre de traduccions de Nikolai Gògol (en col·laboració amb el seu germà Mikhailo).
L'activitat literària de Lèssia Ukraïnka va esdevenir més important a mitjans dels anys 80, quan la seva família es va traslladar a Kíiv, on amb el suport de Mikola Lissenko i Mikhailo Staritski va entrar en el grup literari Plèiade. El 1882, es va publicar la seva traducció del Llibre de cançons de Heinrich Heine a Lviv, i el 1893 es va divulgar la seva primera antologia Llibre de cançons (ucraïnès: Книга пісень Kniha pissèn); la segona edició se'n va realitzar a Kíiv i el 1899, l'antologia Pensaments i somnis (ucraïnès: Думки і мрії Dumki i mrïi). El 1902, va sortir el seu tercer poemari Ressenyes (ucraïnès: Відгуки Vídhuki) a Txernivtsí. Lèssia Ukraïnka va dedicar més de deu anys a escriure lírica. Mercès a això, de la seva ploma van sorgir centenars de poesies. Tanmateix, durant la seva vida va poder publicar-ne només la meitat.
Lèssia Ukraïnka va entrar en la literatura ucraïnesa, en primer lloc, com la poeta del valor i de la lluita pel fet que, malgrat la seva malaltia, sempre es va mostrar forta i esperançada. Des del punt de vista temàtic, la seva obra és enormement rica i es podria dividir (tot i que la divisió resulta una mica vaga) en personal, natural i social. Els temes que predominen en les poesies de la seva època primerenca són la bellesa de la natura, l'amor pel país, preocupacions personals, la vocació de poeta, el paper de la paraula lírica i alguns elements socials. Igualment, crida l'atenció aquesta gran sensibilitat tan inherent a les seves obres, en què es versa sobre el desig de viure, l'última esperança malgrat tots els detractors, igual que sobre els sentiments més profunds en el cor de l'autora. La temàtica de les seves primeres poesies es veu especialment influenciada per Taràs Xevtxenko, Panteleimon Kuliix, Mikhailo Staritski, Heinrich Heine i el seu oncle Mikhailo Drahomànov (amb el sobrenom artístic «l'ucraïnès» (ucraïnès: українець «ukraïnets»).
Després de la seva època primerenca, Lèssia Ukraïnkaa fa un pas més quant a l'aspecte qualificatiu. Per tant, la poesia Contra spem spero ja es caracteritza per una compressió clàssica de la valentia (arete), un domini excepcional de les al·lusions mitològiques i una autocreació de la dona guerrera. Precisament aquests aspectes de les seves obres han marcat durant anys l'estudi del seu llegat (lessiaisme). Els mateixos elements es poden apreciar en els poemes A l'amic (ucraïnès: До товаришів Do tovaríxiv), Un record per a la meva amiga (ucraïnès: Товаришці на спомин Tovaríxtsi na spomin), Pecadora (ucraïnès: Грішниця Hrixnítsia), Slavus - Sclavus, Fiat nox, Epíleg (ucraïnès: Епіло Epilog) i molts més. El tema de la llibertat cobra en aquests poemes uns matisos d'allò més variables, des de la insurrecció contra la seva comprensió tradicional, imposada per l'imperi rus, fins a la seva elecció individual (modus vivendi), cosa que significa descobrir la veritat i servir-la. D'altra banda, la poeta menysprea tota mena de traïció que, segons ella, s'assembla a la tragèdia, partint de la base clàssica, tan present en les seves obres, a l'acte comès per Medea.
Lèssia Ukraïnka també va consagrar una gran part del seu temps als poemes lírics en els quals trobem l'enaltiment de la passió i un triomf reprimit, relacionat amb la impossibilitat de realitzar el seu amor. Per a l'autora, tots aquests aspectes són elements inherents a l'amor cavalleresc. L'heroïna poètica en aquestes obres és un cavaller que dedica cançons d'amor a la dama del seu cor. Poesies com ara Voldria abraçar-te com si fos una heura (Hotila b kha tebe iac Pliux obniati), Les teves cartes sempre fan olor de roses marcides (Tvoi listi zavjdi pahnut zovialimi troiandami) són ditirambes mitològics amb una gran càrrega eròtica, escrits en honor d'una amant divina.
L'element èpic, inherent a moltes poesies de l'època més tardana de Lèssia Ukraïnka, es va materialitzar en balades, llegendes i poemes, en què l'escriptora va acudir als personatges de la història mundial i de la mitologia clàssica, projectant els problemes actuals d'una persona lliure en un món de subjugats (Samsó; Robert I Bruce, rei d'Escòcia, en ucraïnès «Самсон», «Роберт Брюс, король шотландський»); Vila, germana (ucraïnès: Віла-посестра); Només la paraula (ucraïnès: Одно слово Odno slovo), etc.) i al paper exercit pel poeta en la lluita per aquesta llibertat (Un conte antic (ucraïnès: «Давня казка Davnia kazka), Saül («Саул»), El miracle d'Orfeu (ucraïnès: «Орфеєве чудо Orfeieve txudo), etc.).

### Teatre

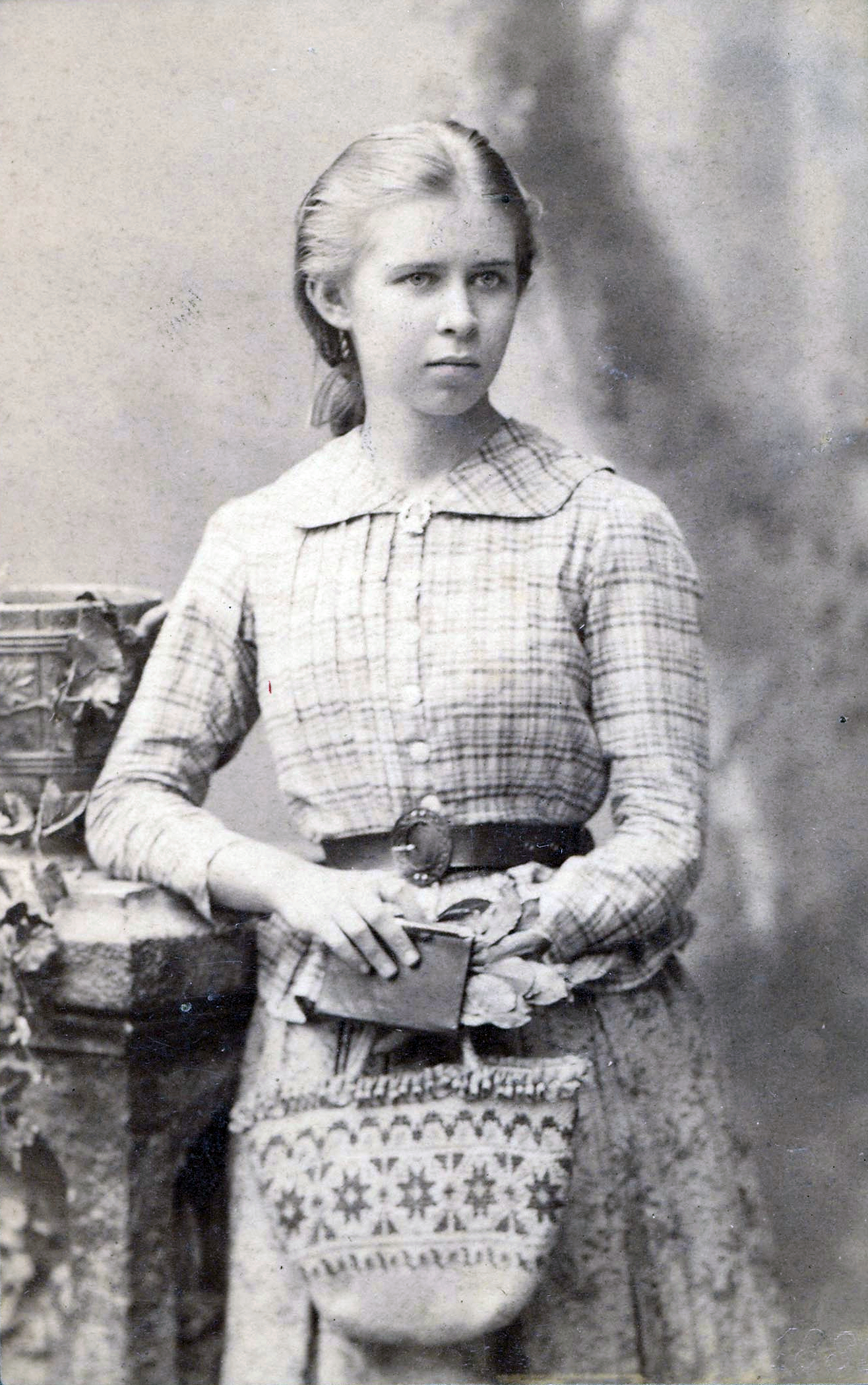
Lèssia Ukraïnka el 1888

A la segona meitat dels 90, Lèssia Ukraïnka va fer un tomb cap al teatre. El seu primer drama La rosa blava (ucraïnès: Блакитна троянда Blakitna troianda) (1896), ambientada en la vida dels intel·lectuals de l'època, amplia la temàtica del teatre ucraïnès utilitzada fins al moment, que reflectia exclusivament la vida dels camperols. El discurs filosòfic d'aquest drama, inspirat en les obres de Gerhart Hauptmann, tracta no sols de la bogeria com una forma de llibertat, sinó també de certa enyorança pel cos.
Posteriorment, igual que en la poesia, Lèssia Ukraïnka va dirigir la mirada als personatges de la història mundial i de la mitologia clàssica, els quals va incloure en un gènere nou, creat per ella mateixa -el poema dramàtic, el primer representant del qual és Obsessionada (ucraïnès: Одержима Oderjima, 1901). Un lloc molt important entre les seves obres l'ocupen poemes dramàtics sobre la captivitat de Babel, la qual s'assembla al jou de l'Imperi rus sobre les terres ucraïneses (En les ruïnes (ucraïnès: На руїнах Na ruïnakh), La captivitat de Babel (ucraïnès: Вавилонський полон Vavilonski polon), A la casa de la feina - al país del captiveri (ucraïnès: В дому роботи — в країні невол V domu roboti -v kraïni nevoli), etc.). Un significat simbòlic d'aquestes obres es pot observar en la poesia I tu, Ucraïna meva, has lluitat mai com Israel (ucraïnès: І ти колись боролась, мов Ізраїль, Україно моя I ti kolis borolas, mov Israïl, Ukraïno moia), en què trobem els versos següents: "Oh, Déu, quant de temps més? // quant de temps més vagarejarem pel país buscant l'estimada llar en les nostres pròpies terres?" Aquests versos són la clau per a entendre el tema de la captivitat com una cosa espiritual, ja que la persona, en primer lloc, és esclava dels seus propis estereotips i prejudicis.
Les mateixes pautes se segueixen en el poema Cassandra (ucraïnès: Кассандра, 1907), en el qual l'escriptora desenvolupa una metàfora de la veritat tràgica humana basada en el personatge de la protagonista. D'una manera semblant, evoluciona el poema A les catacumbes (ucraïnès: У катакомбах» U katakombakh, 1905), en què es posa l'accent en l'estat acomodat i passiu dels intel·lectuals de l'època. La veritable vocació dels artistes no consisteix a subordinar-se i servir els objectius pràctics de la seva nació sinó a crear amb una llibertat absoluta. I si sucumbeixen davant el que és pràctic, el seu càstig serà la impossibilitat de continuar creant. La temàtica d'aquesta vocació es fa encara més intensa en el cicle de poesies Set cordes (ucraïnès: Сім струн Sim strun) i en Fa, en què l'autora, a més, al·lega: «Фантазіє, ти сила чарівна» Fantasia, tu, màgica força.
Seguint amb els mateixos motius, hem d'esmentar el poema dramàtic Rufí i Priscil·la («Руфін і Прісцілла»), en què el personatge d'una cristiana, personificació de la llum i de la puresa, es contraposa a la força bruta de l'Imperi romà. D'altra banda, el poema Boiarda (Бояриня Boiàrnia) presenta el tema de la llibertat d'una forma expressiva nova. Aquí, la protagonista, Oksana, està buscant el significat de l'autèntica llibertat. No obstant això, no la pot trobar en qualitat d'una dona subjugada per les tradicions imposades per la religió cristiana.
El drama L'orgia (ucraïnès: Оргія Orhia) reprèn el fons clàssic en què es desenvolupen qüestions fonamentals de la filosofia mitjançant un personatge anomenat Anteu, que en si és un contrast entre les figures de Dionís i Apol·lo. Entenent el significat de l'art i la seva importància per a la història, el cantant Anteu tria la mort, que li portarà la immortalitat.
Finalment, no podem deixar al tinter l'obra mestra de l'escriptora, El cant del bosc (ucraïnès: Лісова пісня Lissova písnia, 1911), culminació de tota la seva activitat literària. En aquesta obra, es reflecteix el conflicte entre els aspectes de la vida quotidiana i els ideals absoluts de la humanitat. La protagonista del poema dramàtic, Mavka (ucraïnès: Мавка), no és només un personatge poètic de la mitologia eslava sinó també la personificació de la bellesa absoluta i de la vida eterna. Gràcies a l'amor entre Mavka i un noi humà, s'assenyala el contrast entre l'etern (Mavka) i l'efímer (el seu estimat) i es destaca, al mateix temps, la possibilitat d'encaixar les nostres vides en la mare natura, tan bondadosa i terrorífica.

### Narrativa
La prosa artística de Lèssia Ukraïnka gaudeix d'un lloc molt especial dins del llegat de l'autora. Les seves primeres novel·les curtes, inspirades en cançons populars, versen sobre la vida dels camperols (Aquest és el seu destí (ucraïnès: Така її доля Taka її dolia), Nit de Nadal (ucraïnès: Святий вечір Sviati Vètxir ), Cançons de primavera (ucraïnès: Весняні співи Vesniani Spivi)). Igualment, l'autora va escriure diversos contes (Tres perles (ucraïnès: Три перлини» Tri perlini), Quatre contes del soroll verd (ucraïnès: Чотири казки зеленого шуму Txotiri kazki zelenoho xumu), Lèlia (ucraïnès: Лелія, La papallona (ucraïnès: Метелик Metelik)). A més, té una novel·la sense acabar a causa de la seva mort tan primerenca (ucraïnès: Екбаль Ганем Ekbal Hanem), en què l'escriptora havia volgut descriure la psicologia d'una dona àrab.

## Últims anys de vida

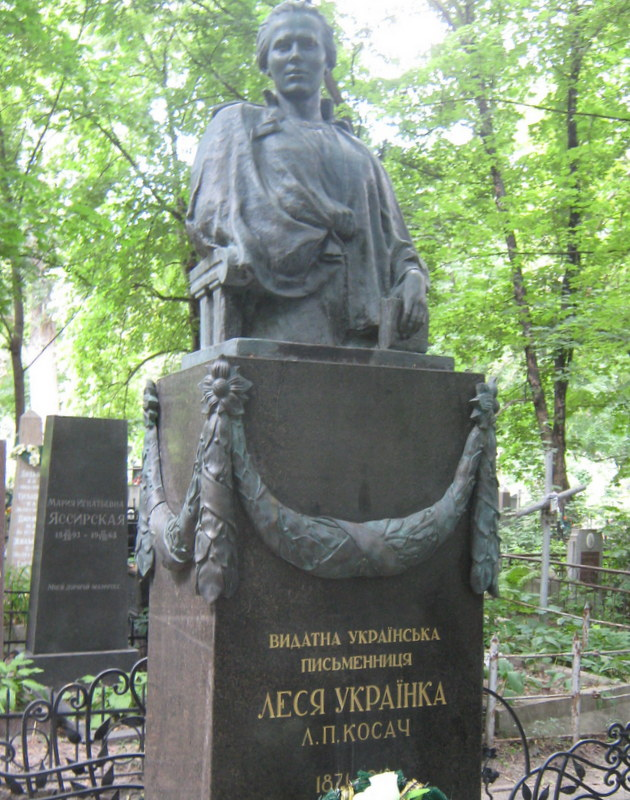
Inscripció sobre la làpida de Lèssia Ukraïnka al cementiri de Bàikove a Kíiv

Va passar els últims anys de la seva vida viatjant a causa de la seva salut, ja que la poeta patia d'una malaltia crònica i incurable en aquella època (tuberculosi osteoarticular). Aquesta patologia es va revelar a una edat molt primerenca, amb la qual cosa les malalties havien acompanyat la poeta durant tota la vida. Amb tot i això, va saber tenir una vida plena, crear, participar en diverses activitats i casar-se (encara que no va poder tenir fills).
Per tant, Lèssia Ukraïnka havia d'abandonar de tant en tant la seva estimada Ucraïna, a la recerca de climes més propicis (més secs) per a la seva salut. Això la va portar en els últims anys de la seva vida a visitar Egipte i el Caucas. Aleshores, recollia, amb el seu marit, el folklore d'Ucraïna i donava els últims retocs als seus poemes dramàtics. Quan la seva mare es va assabentar que la seva filla passava per un moment molt crític de salut, de seguida va anar a visitar-la a Geòrgia. Va ser precisament ella qui escrigué, sota el dictat de la seva filla, l'últim poema de Lèssia (que ha quedat sense acabar) A les ribes d'Alexandria (ucraïnès: На берегах Александрії Na berehakh Aleksandrii). I quan ja semblava que tota l'esperança s'havia esfumat i que estava condemnada a romandre al llit sense poder fer l'única cosa que volia, l'escriptora va llançar el seu últim crit tan ple de vida i esperança que encara segueix viu en les consciències dels seus compatriotes:
«Ні! я жива! Я буду вічно жити!
Я в серці маю те, що не вмирає».

Versió lliure
No! Jo mai no em moriré! 

Ans per sempre viuré!

Car tinc ben a dins del cor

allò que ni amb la mort es mor.

La gran escriptora va morir a Surami (Geòrgia) el 1913, als 42 anys i està enterrada al cementiri de Bàikove, a Kíiv.

## Llegat

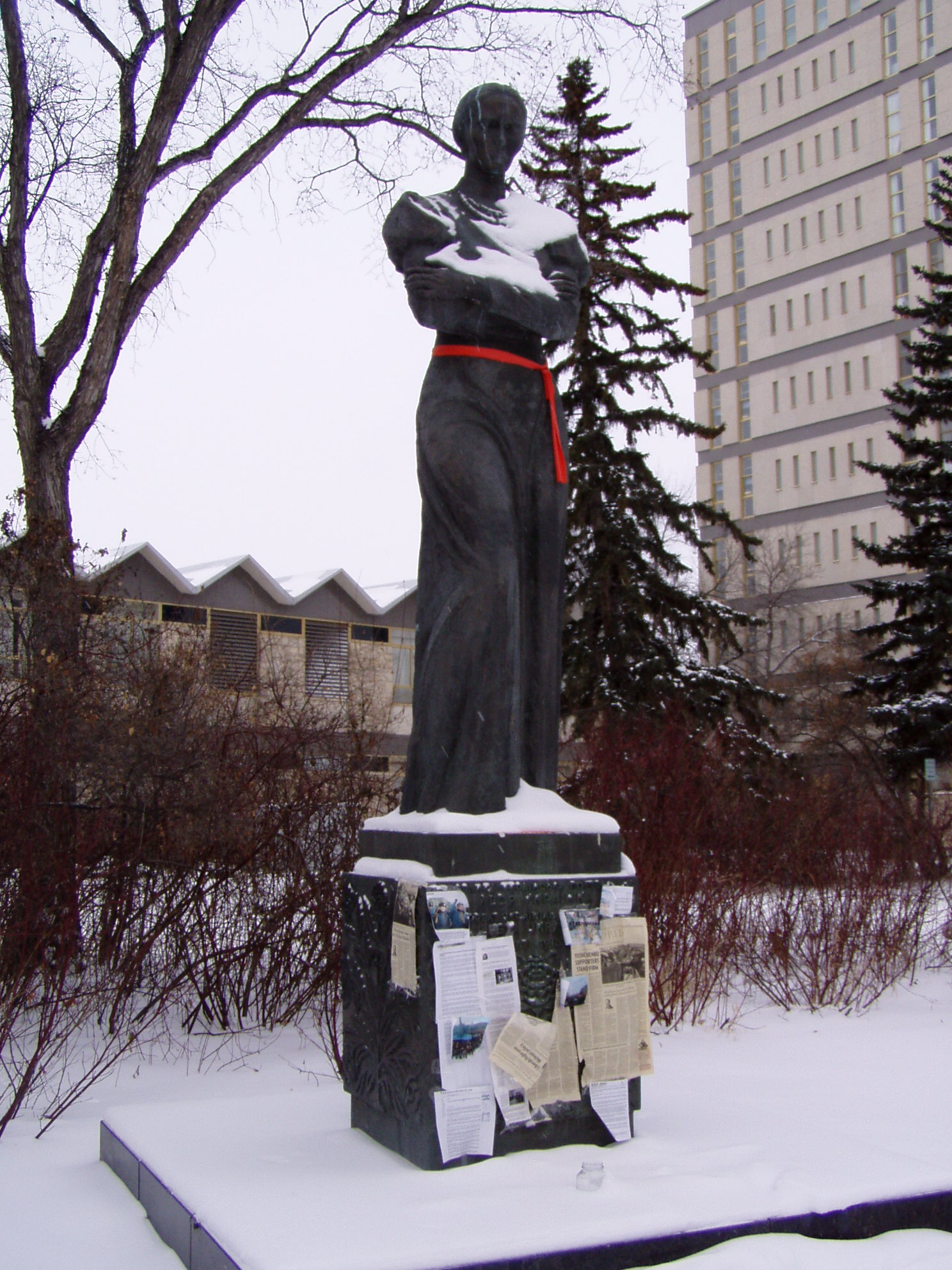
Estàtua de Lèssia Ukraïnka, Universitat de Saskatchewan

Hi ha molts monuments de Lèssia Ukraïnka a Ucraïna i en moltes altres exrepúbliques soviètiques. En particular, a Kíiv, hi ha un monument principal al bulevard que porta el seu nom i un monument menor al parc de Mariïnski (al costat del palau Mariïnski). També hi ha un bust al raion de Qaradağ de l'Azerbaidjan. Un dels principals teatres de Kíev, l'Acadèmia Nacional de Teatre Dramàtic Rus Lèssia Ukraïnka, familiarment és conegut com a Teatre Lèssia Ukraïnka.
Per iniciativa de les diàspores ucraïneses locals, n'hi ha diverses societats commemoratives i monuments per tot Canadà i els Estats Units, sobretot un monument al campus de la Universitat de Saskatchewan a Saskatoon (Saskatchewan). També hi ha un bust d'Ukraïnka a Soyuzivka, a l'estat de Nova York.
Cada estiu des del 1975, els ucraïnesos a Toronto s'apleguen a l'entorn del monument de Lèssia Ukraïnka al High Park per celebrar la seva vida i obra.
El 28 de maig del 2007, el Banc Nacional d'Ucraïna va emetre un bitllet de 200 hrívnies amb la imatge de Lèssia Ukraïnka.
A més, d'acord amb l'assessor d'imatge Oleh Pokaltxuk, l'antiga primera ministra d'Ucraïna Iúlia Timoixenko es va inspirar precisament en Lèssia Ukraïnka per elaborar el seu look actual, és a dir, el seu pentinat amb una trena al voltant de la part superior del cap.
L'asteroide del cinturó principal 2616 Lesya rep el seu nom en honor de l'escriptora ucraïnesa.

### Utilització de la seva imatge

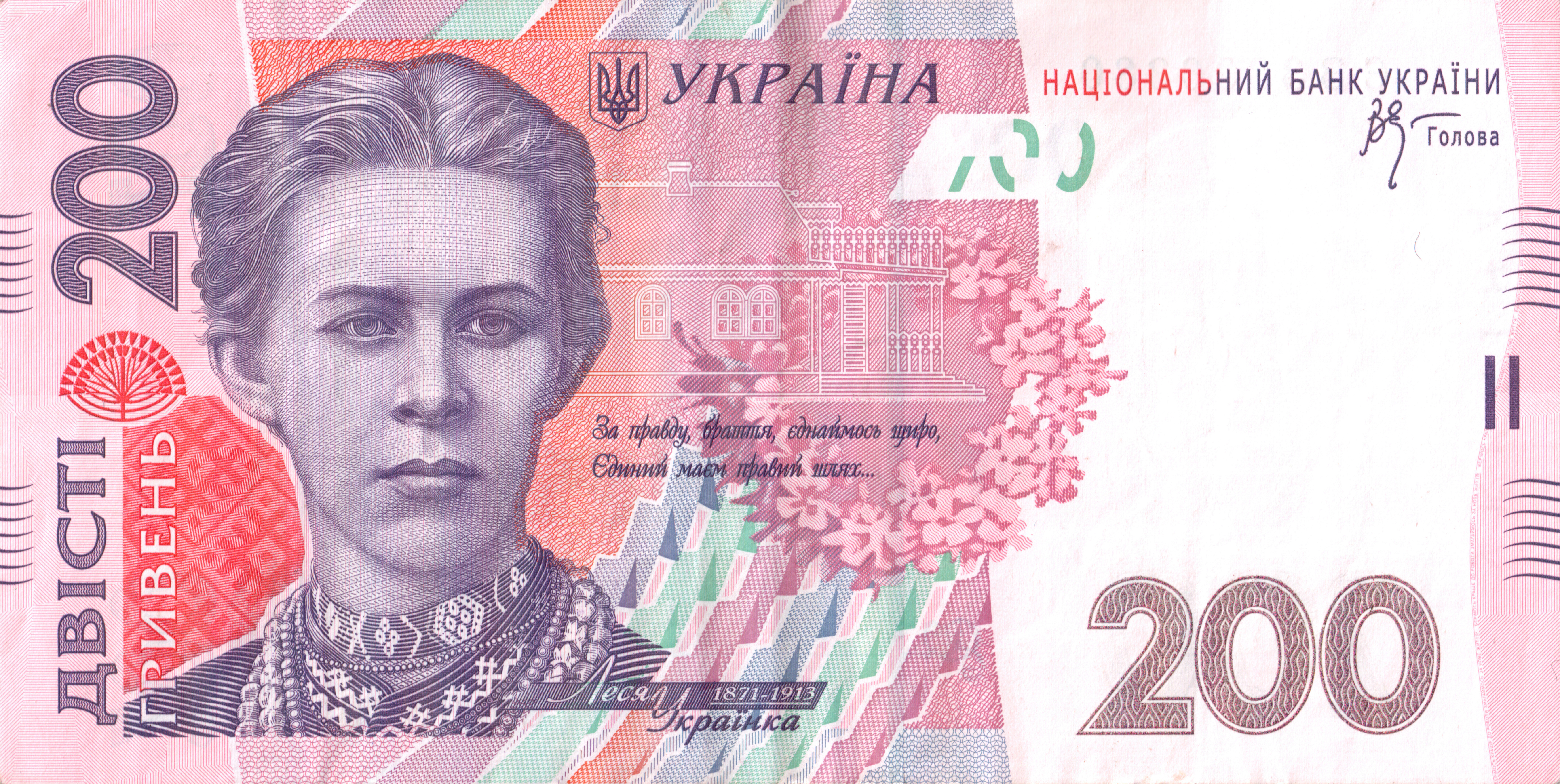
Bitllet del 2007 per valor de 200 hrívnies
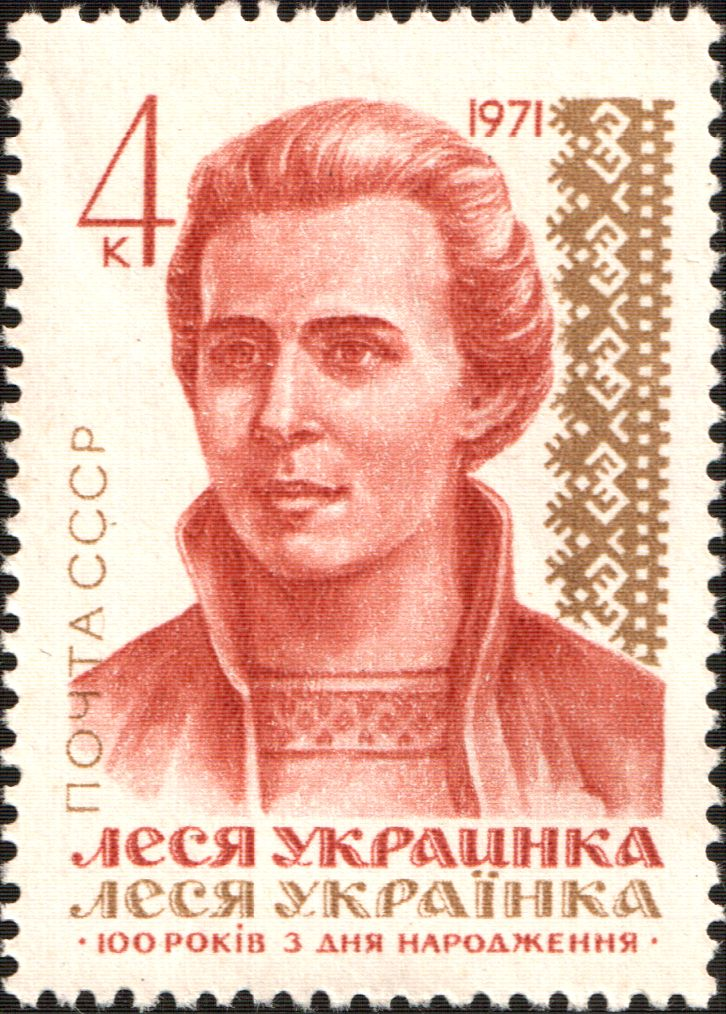
Segell de la Unió Soviètica
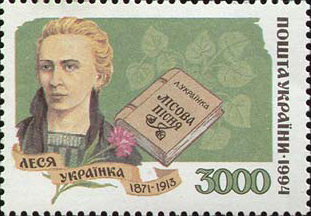
Segell d'Ucraïna

### Traduccions

#### Al rus
- Леся Украинка. Собрание сочинений в 3-х тт. М. 1950. (Рецензія П. О. в Літ.-Наук. Збірнику УВАН, кн. 1. Нью-Йорк 1952).

#### A l'anglès
- The Babylonian Captivity, (teatre), de Five Russian Plays, With One From the Ukrainian, Dutton, NY, 1916. Archive.org
- In the Catacombs (teatre) traduït per David Turow.
- The Forest Song, (teatre), a "In a Different Light: A Bilingual Anthology of Ukrainian Literature". Traduït a l'anglès per Virlana Tkacz i Wanda Phipps, interpretat pel Yara Arts Group, compilat i editat per Olha Lutxuk, Sribne Slovo Press, Lviv 2008.
- Spirit of Flame. A Collection of the Works of Lesya Ukrainka. Traduït per Percival Cundy. Pròleg de Clarence A. Manning. Nova York 1950.